# Cairns Region
Cairns är en region i Australien. Den ligger i delstaten Queensland, omkring 1 400 kilometer nordväst om delstatshuvudstaden Brisbane. Antalet invånare var 156 901 vid folkräkningen 2016.
Följande samhällen finns i Cairns:
- Cairns
- Redlynch
- Woree
- Trinity Beach
- Yorkeys Knob
- Palm Cove
- Babinda